# Šótaró Adači
Šótaró Adači (足立 正太郎, Adachi Shōtarō, 1901–1995) byl japonský fotograf aktivní ve 20. století. Jeho fotografie jsou ve sbírce Tokijského muzea fotografie.